# Будденброки (род)
Будденброк (нем. von Buddenbrock) — дворянский род.

## История
История рода начинается с 3 апреля 1415 года, с упоминания Генриха Будденброка, которого Тевтонский орден наделил владениями в ливонском Лембурге. Оттуда он вскоре распространился в Курляндию и Пруссию, а позже также в Швецию и Силезию; в XIX веке также в Верхнюю Австрию и, наконец, в Швейцарию. В курляндские матрикулы был внесён 17 октября 1620 года (Иоганн Будденброк), в Лифляндские — в 1742 году.

## Известные представители рода
- Густав Иоганн Будденброк (05.09.1758 — 14.12.1821, Рига) — доктор прав, писатель, член комиссии по делам лифляндских крестьян. Происходил из лифляндских дворян и обучался в Кёнигсберге и Геттингене (с 1775 по 1779 годы). Вернувшись на родину в 1780 году, он служил по судебным учреждениям, сначала помощником порядкового судьи, с 1781 года был асессором земского суда, а после упразднения этой должности, с 1783 года был асессором высшего земского суда и занимал это место до 1796 года, причём в то же время был с 1786 по 1797 года секретарём дворянства. С 1798 года до 1800 год Будденброк состоял ландратом, а с 1800 по 1803 — членом Рижского гофгерихта. В 1803 года он, по Высочайшему повелению, был вызван в Санкт-Петербург для участия в комитете по освобождению крестьян Лифляндской губернии. В 1804 году награждён Орденом Святого Владимира 3 степени. В 1813 году прикомандирован к Министерству внутренних дел. В 1815 году возвратился из Санкт-Петербурга в Ригу. В 1816 году получил от Дерптского университета диплом доктора прав за труды по крестьянскому вопросу. В 1818 году состоял членом лифляндской провинциальной комиссии по составлению судебника.
- Барон Густав Густавович Будденброк — венден-валкский уездный судья, находившийся на государственной службе с 1840 года и в должности с 22 августа 1872 года. Был награждён Орденом Святой Анны 3 степени 3 февраля 1871 года и именной медалью в память о Крымской войне.
- Барон Август Густавович Будденброк — венденский 4 приходский судья отставной полковник. находившийся на государственной службе с 1836 года и в должности с 30 марта 1867 года, в чине с 1857 г. Был награждён Орденом Св. Владимира 4 степени 6 декабря 1853 года.

### Прусские Будденброки
- Вильгельм Дитрих фон Будденброк[нем.] (1672—1757)[1] — прусский фельдмаршал, родился в прусской Литве. В 1690 году поступил в бранденбургскую кавалерию, откуда после Рисвикского мира был уволен. Принятый снова на службу в 1704 году, сражался во время Испанской войны за наследство, а в 1715 году в Польше. Он принадлежал к числу самых близких и доверенных людей короля Фридриха-Вильгельма I и имел большие заслуги в деле образования прусских офицеров и кавалерии. При короле Фридрихе II Будденброк с отличием сражался во время Силезской войны[какой?], был сделан затем бреславским губернатором.
- Иоганн Будденброк (нем. Johann-Jobst. Heinr.-Wilh. von Buddenbrook; 1707 — 27 октября 1781) — сын Вильгельма Дитриха фон Будденброка. Воспитывался в качестве пажа при дворе короля Фридриха Вильгельма I, затем был адъютантом короля Фридриха II, а в 1759 году был назначен начальником Кадетского корпуса, организации которого оказал большие услуги. Король передал ему в 1765 году управление учрежденной в то время Военной академией (Académie militaire), имевшей целью дать возможность способнейшим офицерам получить высшее военное образование. Дитрих умер генерал-лейтенантом в Берлине.

### Шведские Будденброки
- Генрих Магнус Будденброк[нем.] поступил в молодых годах в шведскую службу, в 1741 году принимал участие в войне против России до победы русских при Вильманстранде. Обвинённый в том, что поражение шведов произошло по его вине, он был обезглавлен в 1743 году в Стокгольме.